# فرد ميلز (سياسي)
فرد ميلز (بالإنجليزية: Fred Mills)‏ هو مصرفي وسياسي أمريكي، ولد في 13 يناير 1955. حزبياً، نشط في الحزب الديمقراطي والحزب الجمهوري. وقد انتخب عضو مجلس ولاية لويزيانا وانتخب عضو مجلس نواب لويزيانا.